# Composite Gazetteer of Antarctica
Composite Gazetteer of Antarctica – oficjalny międzynarodowy gazeter – spis nazw obiektów geograficznych na terenie Antarktyki, prowadzony od 1992 roku przez Komitet Naukowy ds. Badań Antarktycznych (ang. Scientific Committee on Antarctic Research, SCAR), obejmujący 38 885 nazw dla 20 005 obiektów geograficznych (stan na 2021).

## Historia nazewnictwa geograficznego Antarktyki
Przed zawarciem Układu Antarktycznego w 1959 roku, nazwy geograficzne dla obiektów Antarktyki ustalane były między brytyjskim Biurem Spraw Zagranicznych a Departamentem Stanu Stanów Zjednoczonych, które czasem konsultowały swoje odpowiedniki w Australii i Nowej Zelandii. 
Po wejściu w życie Układu Antarktycznego podjęto starania o wypracowanie ogólnego porozumienia w sprawie nazewnictwa geograficznego Antarktyki. Prace trwały przez 30 lat, przy czym większość państw-stron Układu miała swoje komisje ds. nazewnictwa i prowadziła własne wykazy nazw. 
W 1992 roku podkomitet Komitetu Naukowego ds. Badań Antarktycznych (ang. Scientific Committee on Antarctic Research, SCAR) powierzył opracowanie oficjalnego wykazu członkom włoskiego komitetu ds. nazewnictwa geograficznego Antarktyki (wł. Comitato per i nomi geografici antartici) a ustalenie kryteriów wykazu – członkom komitetu niemieckiego. Sporządzono kompilację nazw ujętych w narodowych gazeterach, przy czym w wielu wypadkach podano różne nazwy, bez ustalania jednej obowiązującej. Do spisu nazwy zgłosiły 22 państwa. Najwięcej nazw zgłosiły Stany Zjednoczone (ponad 13 tys.) oraz kraje roszczące sobie prawo do terytoriów Antarktydy – Argentyna, Australia, Chile, Francja, Norwegia, Nowa Zelandia i Wielka Brytania (prawie 40 tys. – co stanowiło prawie połowę wszystkich nazw).
Od 2008 roku gazeter prowadzony jest w ramach Stałego Komitetu ds. Informacji Geograficznej o Antarktydzie (ang. Standing Committee on Antarctic Geographic Information, SCAGI) – jednego z podkomitetów Komitetu Naukowego ds. Badań Antarktycznych – wspólnie przez Włochy, odpowiedzialne za redagowanie spisu i Australię, odpowiedzialną za prowadzenie bazy danych i strony internetowej. 

## Composite Gazetteer of Antarctica
Wykaz został opracowany przez Roberto Cervellatiego i Chiarę Ramorino z włoskiego komitetu ds. nazewnictwa geograficznego Antarktyki (wł. Comitato per i nomi geografici antartici) i prowadzony jest od 1992 roku . 
Obejmuje 38 885 nazw dla 20 005 obiektów geograficznych (stan na 2021) , znajdujących się na południe od 60°S. 
Uwzględnia nazwy obiektów podwodnych zgłoszone przez General Bathymetric Chart of the Oceans oraz nazwy zgłoszone przez kompetentne instytucje narodowe :
| L.p. | Państwo           | Instytucja zgłaszająca                                                                              | # zgłoszonych nazw |
| ---- | ----------------- | --------------------------------------------------------------------------------------------------- | ------------------ |
| 1.   | Stany Zjednoczone | United States Board on Geographic Names                                                             | 13192              |
| 2.   | Wielka Brytania   | UK Antarctic Place-Names Committee, British Antarctic Survey                                        | 5064               |
| 3.   | Rosja             | | 4808               |
| 4.   | Nowa Zelandia     | New Zealand Antarctic Place-Names Committee                                                         | 3457               |
| 5.   | Argentyna         | Servicio de Hidrografía Naval                                                                       | 2545               |
| 6.   | Australia         | Australian Antarctic Names and Medals Committee, Australian Antarctic Division                      | 2544               |
| 7.   | Chile             | | 1866               |
| 8.   | Norwegia          | Norsk Polarinstitutt                                                                                | 1706               |
| 9.   | Bułgaria          | Комисия по антарктическите наименования                                                             | 1540               |
| 10.  | Niemcy            | Ständiger Ausschuss für geographische Namen                                                         | 398                |
| 11.  | Polska            | Komitet Badań Polarnych Polskiej Akademii Nauk                                                      | 365                |
| 12.  | Chiny             | | 359                |
| 13.  | Japonia           | | 345                |
| 14.  | Francja           | Commission de Toponymie des T.A.A.F. Institut Géographique National, Institut Géographique National | 227                |
| 15.  | Belgia            | Institut géographique national                                                                      | 117                |
| 16.  | Włochy            | Comitato per i nomi geografici antartici                                                            | 53                 |
| 17.  | Hiszpania         | Comité Nacional del SCAR                                                                            | 35                 |
| 18.  | Korea Południowa  | | 27                 |
| 19.  | Indie             | | 21                 |
| 20.  | Ekwador           | | 9                  |
| 21.  | Urugwaj           | Instituto Antártico Uruguayo                                                                        | 5                  |
| 22.  | Afryka Południowa | | 2                  |
| 23.  | Kanada            | Geographical Names Board of Canada (GNBC), Natural Resources Canada                                 | 2                  |
| 24.  | Ukraina           | | 1                  |